# Cagliari Volley
Le club italien de volley-ball de Cagliari (qui a porté plusieurs noms différents au cours de son existence en raison de changements de sponsors principaux) évolue au plus haut niveau national (Serie A1) depuis 2005.

## Historique
- 1999 : le club accède à la Serie A2
- 2005 : le club accède à la Serie A1

## Palmarès
- Néant

## Effectif de la saison en cours
Entraîneur : Pietro Scarduzio  Italie ; entraîneur-adjoint : Nicola Cabras  Italie
| No | Nom                       | Taille | Nationalité |
| -- | ------------------------- | ------ | ----------- |
| 3  | Antonio Costantini        | 1,94   | Italie      |
| 5  | Jari OrrÙ                 | 1,86   | Italie      |
| 6  | Antonio Ulgheri           | 1,94   | Italie      |
| 7  | Luca Francesconi          | 1,94   | Italie      |
| 8  | Nicola Fadda              | 1,80   | Italie      |
| 9  | Gabriele Cristiano        | 2,04   | Italie      |
| 10 | Angelo Armeti             | 1,90   | Italie      |
| 11 | Giacomo ScilÌ             | 1,99   | Italie      |
| 12 | Giacomo Rigoni            | 2,00   | Italie      |
| 13 | Alexander Antonio Bergamo | 2,00   | Brésil      |
| 14 | Carlo Durante             | 1,91   | Italie      |
| 15 | Roko SikiriČ              | 1,96   | Croatie     |
| 18 | Maikel Salas Moreno       | 1,92   | Cuba        |

## Entraîneurs
- 2002-2003 :  Flavio Gulinelli